# Syzygium conspersipunctatum
Syzygium conspersipunctatum là một loài thực vật có hoa trong Họ Đào kim nương. Loài này được (Merr. & L.M.Perry) Craven & Biffin mô tả khoa học đầu tiên năm 2006.